# Coutens
Coutens település Franciaországban, Ariège megyében. Lakosainak száma 179 fő (2022. január 1.). Coutens Besset, Dun, Manses, Mirepoix és Tourtrol községekkel határos.

## Népesség
A település népességének változása:
| Lakosok száma | 128  | 135  | 151  | 147  | 162  | 169  | 172  | 171  | 174  | 179  |
|               | 1968 | 1982 | 1990 | 2006 | 2013 | 2015 | 2017 | 2019 | 2020 | 2022 |